# Katharina Menz
Pour les articles homonymes, voir Menz.
Katharina Menz, née le 8 octobre 1990, est une judokate allemande.

## Carrière
Katharina Menz évolue dans la catégorie des moins de 48 kg. Elle remporte la médaille de bronze des Championnats d'Europe de judo 2020 à Prague.

## Palmarès

### Compétitions internationales
| Année | Compétition           | Lieu     | Résultat | Catégorie      |
| ----- | --------------------- | -------- | -------- | -------------- |
| 2020  | Championnats d'Europe | Prague   | 3e       | Moins de 48 kg |
| 2022  | Championnats du monde | Tachkent | 2e       | Moins de 48 kg |